# إبراهيم عبد الفتاح
إبراهيم عبد الفتاح (12 سبتمبر 1959 -) هو شاعر غنائي وكاتب مسرحي مصري.

## حياته
وُلد عام 1959، وتميز في كتابة النصوص الشعرية بالعامية المصرية وبالعربية الفصحى، كما كتب كلمات أغنيات العديد من الأفلام والأعمال الدرامية المصرية إلى جانب كتابته للنصوص المسرحية.

## أعماله

### مؤلفاته
ألف إبراهيم عبد الفتاح العديد من المؤلفات التي تنوعت ما بين الدواوين الشعرية، والنصوص المسرحية، ومنها:
- صورة جماعية للوحدة (شعر)
- سيما أونطة (شعر)
- شباك قديم (شعر)
- الجماجم الفاسدة (مسرحية)
- الحصى والدوائر (مسرحية)
- ماكيك بالكاف (مسرحية)

### الأغنيات
كتب الشاعر إبراهيم عبد الفتاح كلمات العديد من الأغنيات لعدد من المطربين المصريين، ومنها:
- لما الشتا يدق البيبان: غناها علي الحجار
- لو بإيدي: غناها وجيه عزيز
- بأفرد ضلوعي: غناها مدحت صالح
- شباك قديم: غنتها حنان ماضي
- أنا قبلك إيمان البحر درويش

كما كتب كلمات أغنيات العديد من الأفلام والمسلسلات مثل:
- فيلم هي فوضى
- فيلم حين ميسرة
- مسلسل الدالي
- مسلسل أفراح إبليس
- دمي ودموعي وابتسامتي
- مسلسل ناصر
- أهل القمة
- مسلسل كليوبترا
- مسلسل و حلقت الطيور نحو الشرق